# Shabo jezik
Shabo jezik (ISO 639-3: sbf; isto i mekeyer, mikair, mikeyir, sabu, shako), jedan od neklasificiranih nilsko-saharskih jezika, kojim još govori 450 ljudi (2000 M. Brenzinger) iz plemena poznatog kao Mekeyer u Regiji Južnih naroda, narodnosti i etničkih grupa, i u regiji Gambella, Etiopija.
Etničkih ih ima 600 ili više (2000), ali nemaju svojih sela nego žive po domaćinstvima. Sami sebe Shabu nazivaju Sabu, a od pridošlica sz nazvani Mekeyer, Mikair, Mikeyir ili Shako.

## Vanjske poveznice
- Ethnologue (14th)
- Ethnologue (15th)